# Bloc du tableau périodique

Bloc du tableau périodique

Un bloc du tableau périodique est un ensemble de groupes d'éléments chimiques dont les électrons de valence occupent, à l'état fondamental, des orbitales qui partagent le même nombre quantique azimutal ℓ, c'est-à-dire appartenant aux mêmes sous-couches électroniques. Ces sous-couches étant désignées par les lettres s, p, d, f voire g, les blocs correspondants sont désignés par ces mêmes lettres. On distingue ainsi quatre blocs dans le tableau périodique standard, plus un cinquième apparaissant à partir de l'hypothétique 8e période :
- bloc s pour ℓ = 0 ;
- bloc p pour ℓ = 1 ;
- bloc d pour ℓ = 2 ;
- bloc f pour ℓ = 3 ;
- bloc g pour ℓ = 4 dans les tableaux périodiques étendus.

Ce terme a probablement été introduit en 1928 par Charles Janet.

## Définition des blocs
Si les blocs recouvrent une certaine réalité physique pour les premières périodes du tableau périodique, leurs contours deviennent bien plus flous à partir de la 6e période. Ainsi, la limite entre le bloc d et le bloc f ne fait pas consensus parmi les chimistes : le lanthane et l'actinium sont alternativement placés dans l'un ou l'autre bloc par un nombre de sources à peu près équivalent, ce qui conduit également à placer le lutécium et le lawrencium alternativement dans l'un ou l'autre bloc également.

### Bloc s
Le bloc s se trouve sur le bord gauche du tableau périodique et inclut tous les éléments chimiques du groupe 1 et du groupe 2. L'hélium, situé en haut à droite du tableau, fait également partie du bloc s en raison de sa configuration électronique qui, comme celle de l'hydrogène, ne contient que des électrons d'une sous-couche s. L'hélium est ainsi une exception dans le tableau périodique, car il appartient à un bloc qui n'est pas celui de son groupe, en l'occurrence le groupe 18.
Hormis les éléments de la 1re période, les éléments du bloc s sont des métaux très réactifs appartenant aux familles des métaux alcalins et des métaux alcalino-terreux. Sur la 1re période, l'hydrogène est un non-métal très réactif, tandis que l'hélium est un gaz noble, chimiquement inerte. Tous ces éléments sont caractérisés par le fait que la sous-couche d'énergie la plus élevée de leurs électrons de valence à l'état fondamental est de type s, correspondant au nombre quantique azimutal ℓ = 0.

### Bloc p
Le bloc p est situé sur le bord droit du tableau périodique et contient les éléments chimiques des 13e, 14e, 15e, 16e, 17e et 18e groupes du tableau, à l'exception de l'hélium, qui appartient au bloc s.
Le bloc p renferme la plus grande diversité d'éléments. C'est le seul qui contient à la fois des éléments solides, liquides (le brome) et gazeux à l'état standard. C'est également le seul qui contient à la fois des métaux, des métalloïdes et des non-métaux. Tous ces éléments sont caractérisés par le fait que la sous-couche d'énergie la plus élevée de leurs électrons de valence à l'état fondamental est de type p, correspondant au nombre quantique azimutal ℓ = 1.

### Bloc d
Le bloc d se trouve au centre du tableau périodique et comprend tous les éléments chimiques des 3e, 4e, 5e, 6e, 7e, 8e, 9e, 10e, 11e et 12e groupes du tableau.
Tous les éléments du bloc d sont des métaux et tous ceux groupes 4 à 11 sont des éléments de transition. Le scandium et l'yttrium dans le groupe 3 ainsi que le copernicium dans le groupe 12 le sont également, mais le lutécium et le lawrencium dans le groupe 3 sont respectivement un lanthanide et un actinide, tandis que le zinc, le cadmium et le mercure dans le groupe 12 appartiennent à un autre type de métaux parfois appelés métaux pauvres ou métaux de post-transition (aucun de ces termes n'est très employé).
Tous ces éléments sont caractérisés par le fait que la sous-couche d'énergie la plus élevée de leurs électrons de valence à l'état fondamental doit, par application de la règle de Klechkowski, être de type d, correspondant au nombre quantique azimutal ℓ = 2. Le lawrencium fait ici exception, car sa configuration électronique à l'état fondamental est [Rn] 7s2 5f14 7p1 et ne contient donc pas d'électron dans une sous-couche d.

### Bloc f
Le bloc f est généralement représenté sous le tableau périodique au format 18 colonnes ou au centre gauche du tableau au format 32 colonnes. Les éléments qui le constituent n'appartiennent à aucun des 18 groupes du tableau et se situent entre le groupe 2 et groupe 3.
Tous les éléments du bloc f sont, sur la 6e période, des lanthanides et, sur la 7e période, des actinides. Ce sont des métaux parfois dits de transition interne. La chimie des lanthanides est très semblable à celle des éléments du groupe 3, de sorte que l'ensemble est collectivement appelé terres rares.
Tous ces éléments sont caractérisés par le fait que la sous-couche d'énergie la plus élevée de leurs électrons de valence à l'état fondamental doit, par application de la règle de Klechkowski, être de type f, correspondant au nombre quantique azimutal ℓ = 3. Le lanthane, l'actinium et le thorium font exception, car leur configuration électronique à l'état fondamental est respectivement [Xe] 6s2 5d1, [Rn] 7s2 6d1 et [Rn] 7s2 6d2, et ne contient donc pas d'électron dans une sous-couche f.

### Bloc g
Le bloc g est hypothétique et n'est représenté que dans les tableaux périodiques étendus au-delà de la 7e période.